# Ed Bryant
Edward Glenn "Ed" Bryant, född 7 september 1948 i Jackson i Tennessee, är en amerikansk republikansk politiker. Han tjänstgjorde som federal åklagare 1991–1993. Han var ledamot av USA:s representanthus 1995–2003.
Bryant utexaminerades 1970 från University of Mississippi och avlade 1972 juristexamen vid samma universitet.
I kongressvalet 1988 besegrades Bryant av demokraten John S. Tanner.
Bryant efterträdde 1995 Don Sundquist som kongressledamot och efterträddes 2003 av Marsha Blackburn.